# Mimas (satélite)
Mimas es un satélite de Saturno descubierto en 1789 por William Herschel y denominado en aquel momento como Saturno I por ser el satélite más interno de los descubiertos por Herschel (gira alrededor de Saturno en ~ 22,5 horas). El nombre posterior, Mimas, proviene de la mitología griega, siendo Mimas uno de los gigantes, hijo de Gea.

## Descubrimiento

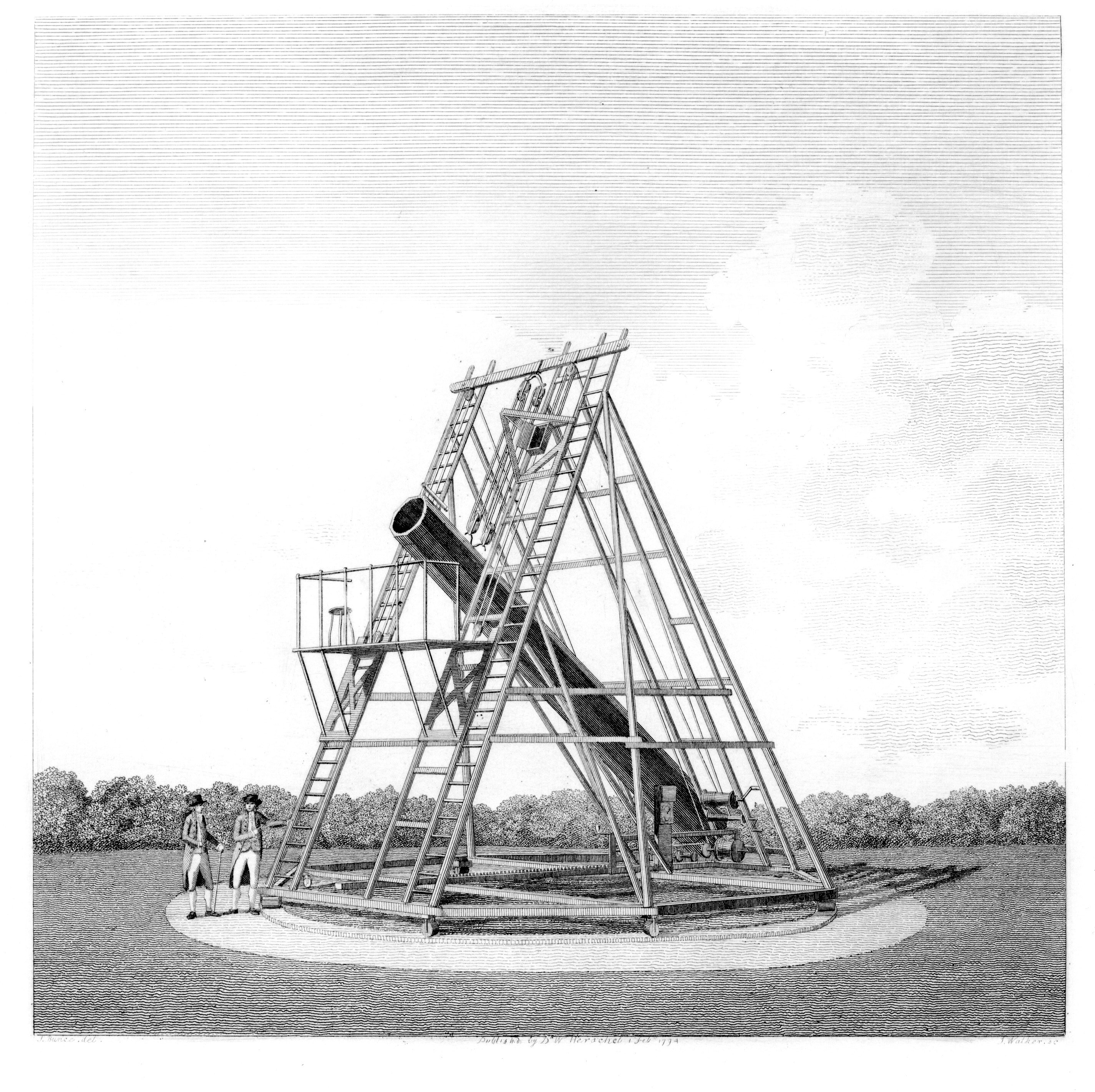
Grabado del telescopio utilizado por William Herschel para descubrir Mimas.

El 17 de septiembre de 1789, el astrónomo William Herschel descubrió Mimas. Él registró su descubrimiento: "La enorme luz de mi telescopio de 40 pies [12 m] fue tan útil que observé el séptimo satélite el 17 de septiembre de 1789, y luego se ubicó en el gran oeste". 
El telescopio de 40 pies es un telescopio reflector de espejo de metal construido por Herschel con una apertura de 48 pulgadas (1200 mm). 40 pies se refiere a la longitud del punto focal, no al diámetro de apertura, que es más común en los telescopios modernos.

## Cráter Herschel
El rasgo más destacable, con mucha diferencia, de Mimas es el cráter denominado Herschel. Este cráter fue consecuencia de un impacto meteórico de un cuerpo de aproximadamente cinco kilómetros de diámetro a una velocidad aproximada de 31 km/s. Fue tan violento que produjo ciertas fracturas; si el impacto hubiera sido mayor Mimas podría haberse dividido. En el centro del cráter se encuentra una montaña de seis kilómetros de altitud.

## Características físicas

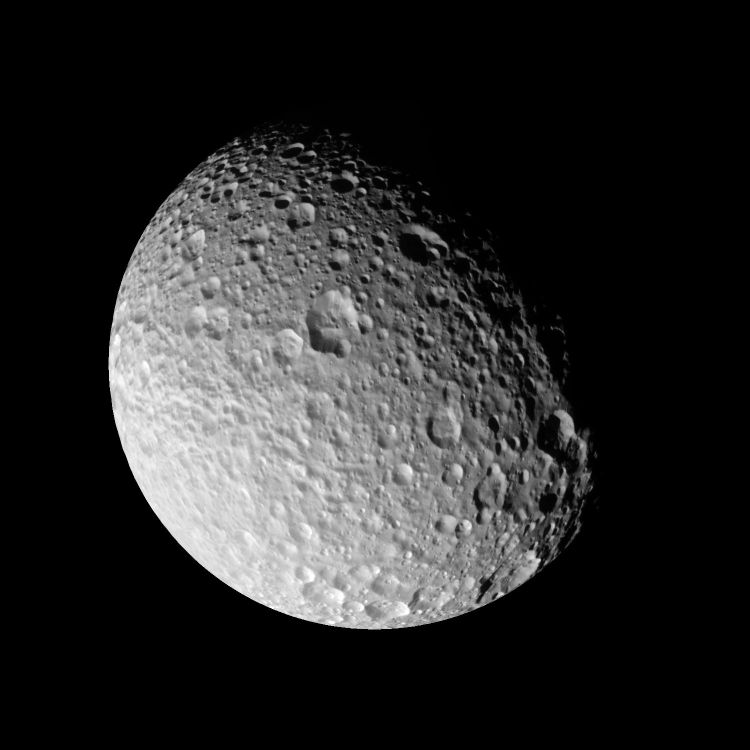
Imagen de Mimas obtenida por la sonda Cassini, 2 de agosto de 2005. Mimas es un pequeño mundo helado acribillado por impactos.

Mimas es un cuerpo helado de baja densidad, 1,19 g/cm³, por lo que está posiblemente constituido en su mayor parte por hielo de agua con una pequeña concentración de materiales más densos. Tiene un diámetro de unos 397 kilómetros y su superficie, altamente craterizada, presenta un enorme cráter de impacto de 139 km de diámetro llamado Herschel. El impacto que produjo este cráter fue tan violento que produjo fracturas visibles en el lado opuesto de este satélite. Posiblemente un impacto ligeramente más energético podría destruir un cuerpo del tamaño de Mimas. 
Este satélite no es un cuerpo esférico al ser deformado por las fuertes fuerzas de marea producidas por Saturno. Las fuerzas de marea retienen a Mimas en rotación síncrona, es decir, su periodo de rotación es igual que su periodo orbital alrededor de Saturno. Esta órbita tiene un semieje mayor de tan solo 185 520 km, unas tres veces el radio del planeta, contribuyendo a la intensidad de las fuerzas de marea. Mimas es el responsable principal de limpiar de partículas la división de Cassini, la cual separa los anillos A y B.

## Resultados recientes
La misión Cassini tuvo un encuentro cercano (62 700 km) con Mimas el 2 de agosto de 2005, y otro aún más cercano a apenas 9500 kilómetros el día 13 de febrero de 2010, los cuales revelaron que Mimas es uno de los satélites con más cráteres del sistema de Saturno, y con poca evidencia de actividad geológica. De hecho, Mimas tiene tantos cráteres que los nuevos solo pueden formarse por impactos dentro de cráteres más viejos, lo que se denomina saturación. También se han encontrado surcos de un kilómetro de profundidad; se piensa que estos son muy antiguos y son la única indicación de que pudo haber alguna actividad geológica en tiempos remotos. Se ha observado que algunos de los cráteres más elevados (con paredes de hasta 4 km de altura) tienen material polvoriento por dentro, lo que pudo haber sido causado por material que se desprende de las paredes de los cráteres existentes cuando ocurre algún impacto energético en otros puntos de Mimas.
La medida del balanceo del satélite alrededor de su eje polar indica que el interior de Mimas no es uniforme, lo que podría deberse a un núcleo rocoso con la forma aproximada de un balón de rugby o a la existencia de un océano subterráneo bajo una capa de hielo de entre 25 y 30 km de espesor.
Investigaciones muy recientes realizadas en el infrarrojo con ayuda de Cassini muestran zonas de mayor temperatura y bordes bien definidos en la superficie de Mimas, cuya forma global ha sido comparada con la del protagonista del videojuego Pac-Man, y cuyo origen se desconoce.

## Mimas en la ficción

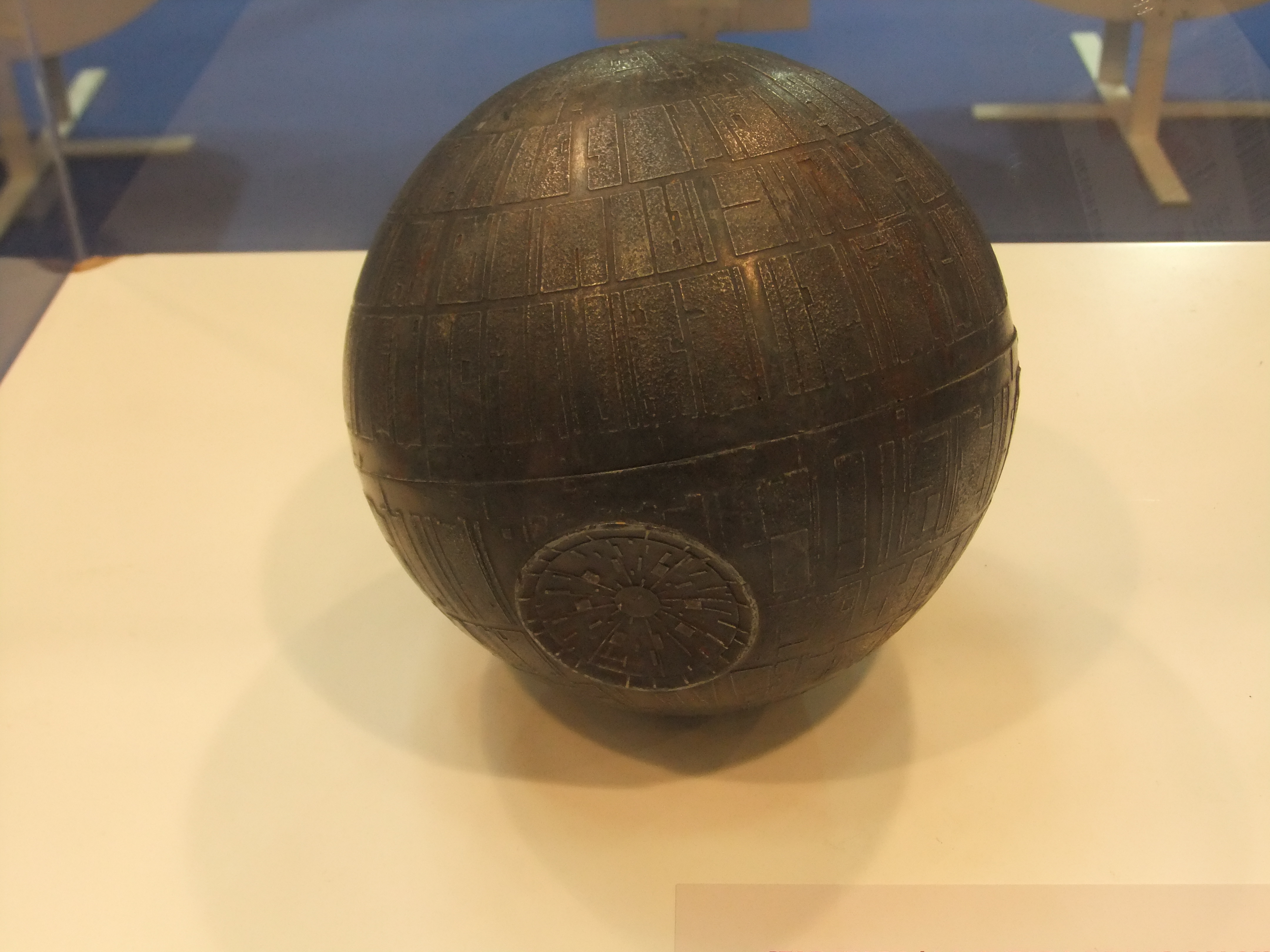
Mimas es parecido a la Estrella de la muerte

- Se han realizado numerosas comparaciones entre el aspecto de Mimas y la apariencia de la Estrella de la muerte de la película La guerra de las galaxias.[4] Se trata tan solo de una coincidencia, dado que Mimas no fue fotografiado hasta tres años después del estreno de la película.

- En la novela juvenil Lucky Starr y los anillos de Saturno (Isaac Asimov, 1958), el héroe, Lucky Starr, consigue escapar de sus perseguidores (habitantes del Sistema Sirio) estrellando su nave contra la superficie de Mimas, dado que, al estar formado completamente de hielo, el impacto derrite su superficie permitiendo esconder la nave en la que viaja el protagonista.

- En un episodio de la serie de TV Star Trek: La nueva generación Mimas es el lugar en el que se encuentra una estación de evacuación a la que son transportados cuatro cadetes especiales tras las colisiones de sus naves.

- En las novelas de Rob Grant y Doug Naylor basadas en su comedia televisiva para la BBC Red Dwarf, Mimas alberga un enorme y congestionado espaciopuerto en el que Dave Lister, el último humano vivo en la galaxia, consigue escapar iniciando su viaje en el Red Dwarf.

- Mimas también aparece en el soneto XXI de Herrera bajo el nombre de Mimante, pero en este caso es una alusión al mito de Mimante.

- Mimas es un satélite visitable en el juego Starfield. Tiene la particularidad de ser el planeta-satélite visitable con la gravedad más baja de todo el juego.

## Galería

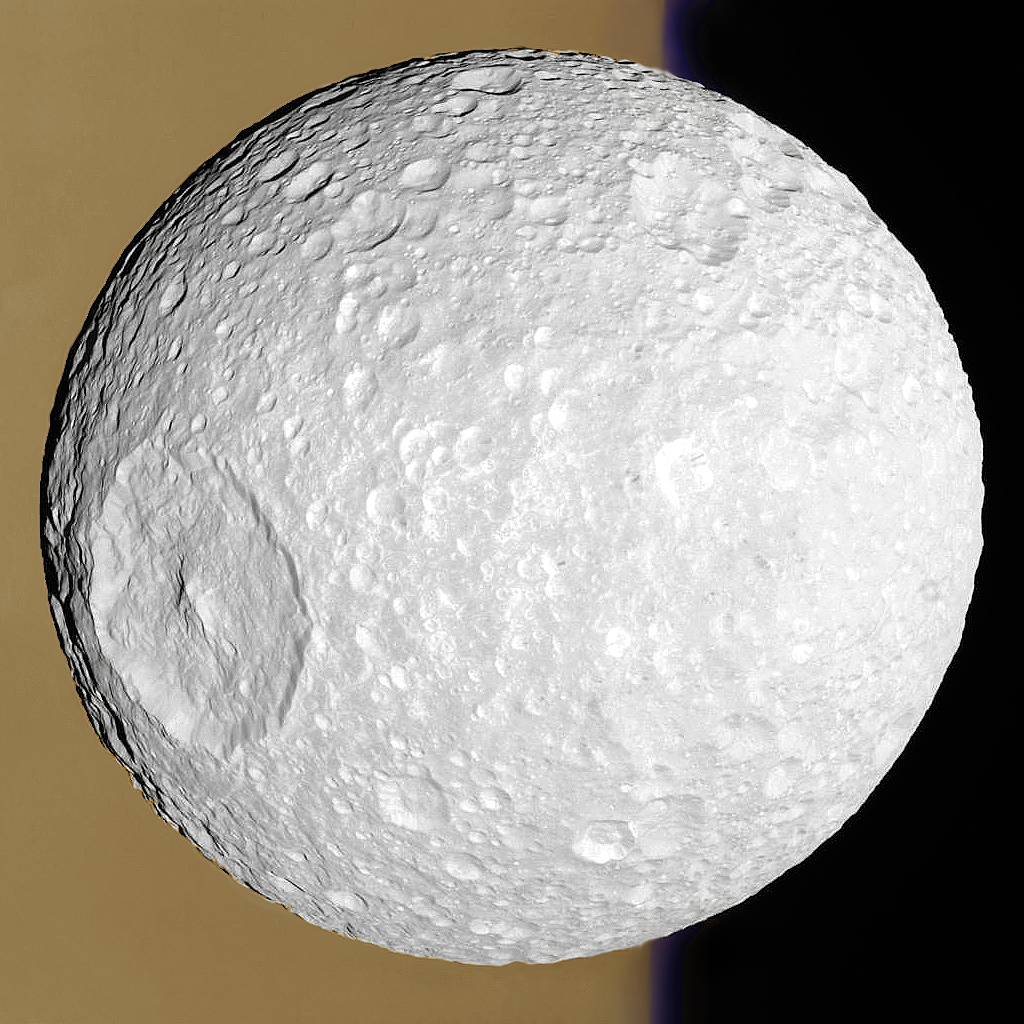
Mimas por delante de los anillos de Saturno.
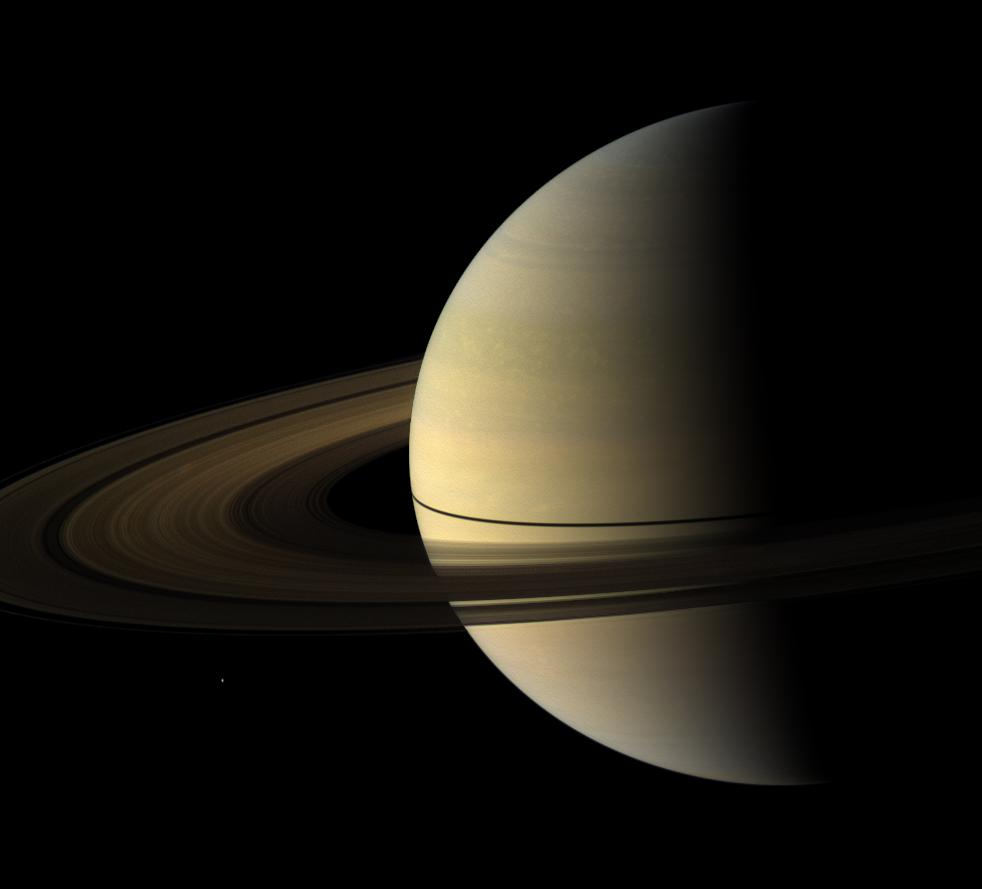
Mimas es el pequeño punto blanco abajo a la izquierda.
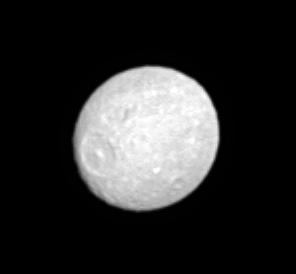
Mimas, captado por Cassini, muestra su notable forma oval.
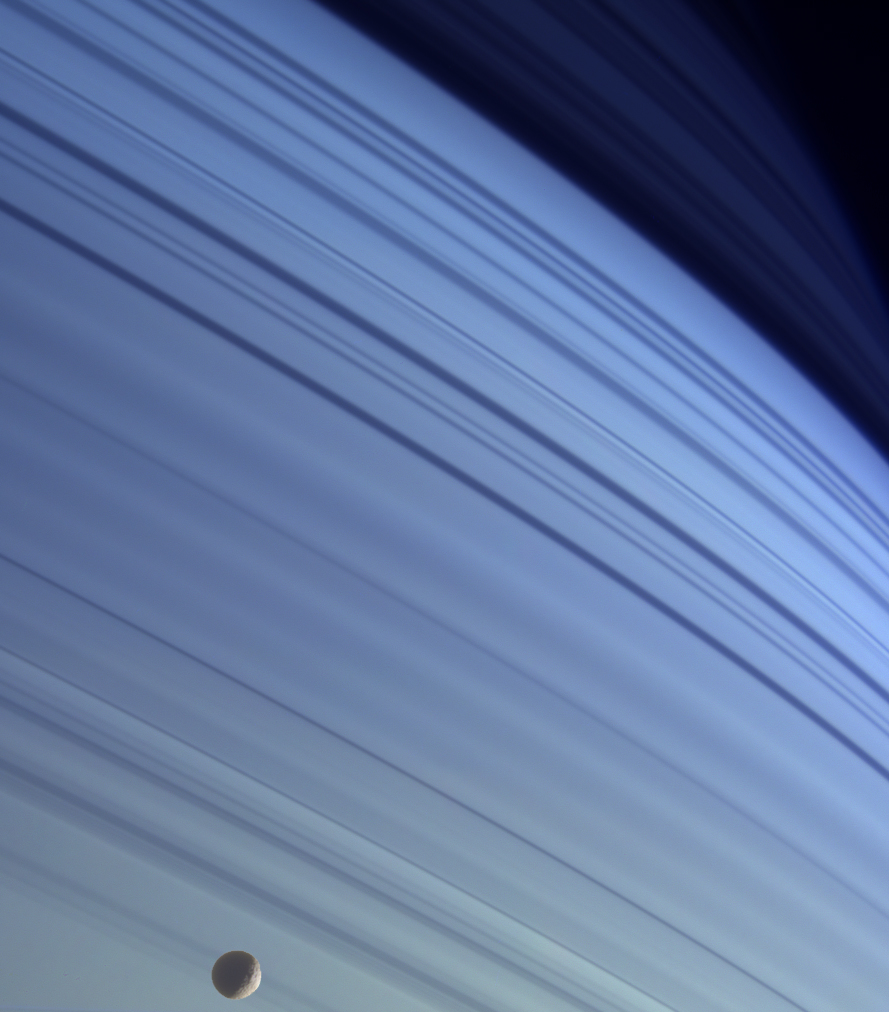
Silueta de Mimas, contrastando con las latitudes más septentrionales de Saturno.
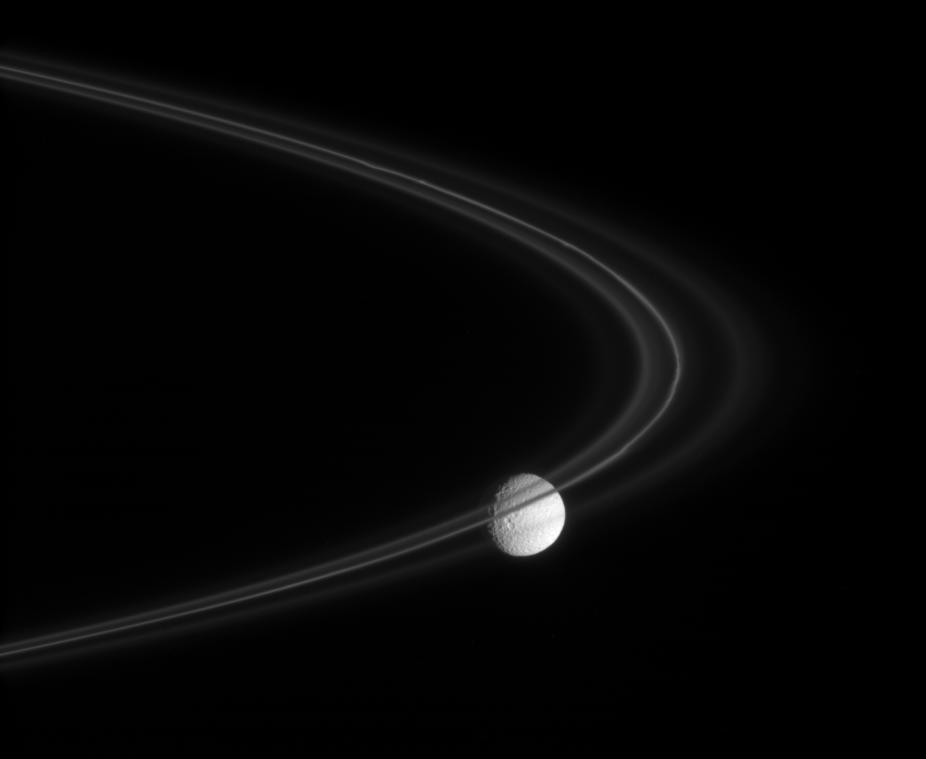
Mimas, detrás del anillo F.
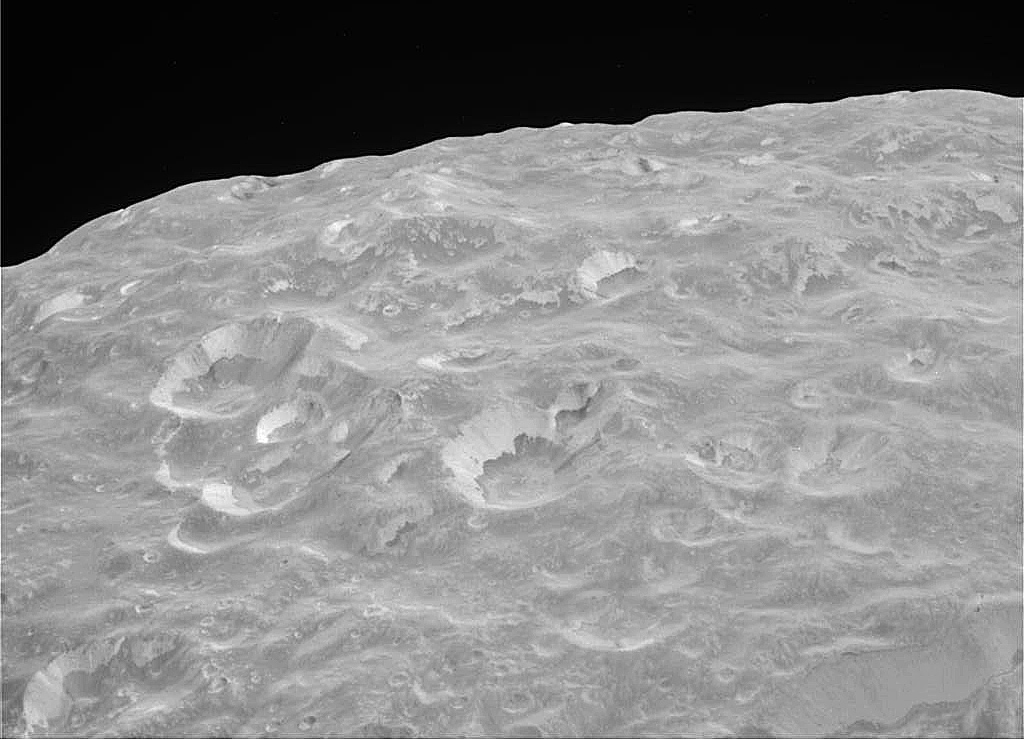
Fotografía en alta resolución de la superficie de Mimas
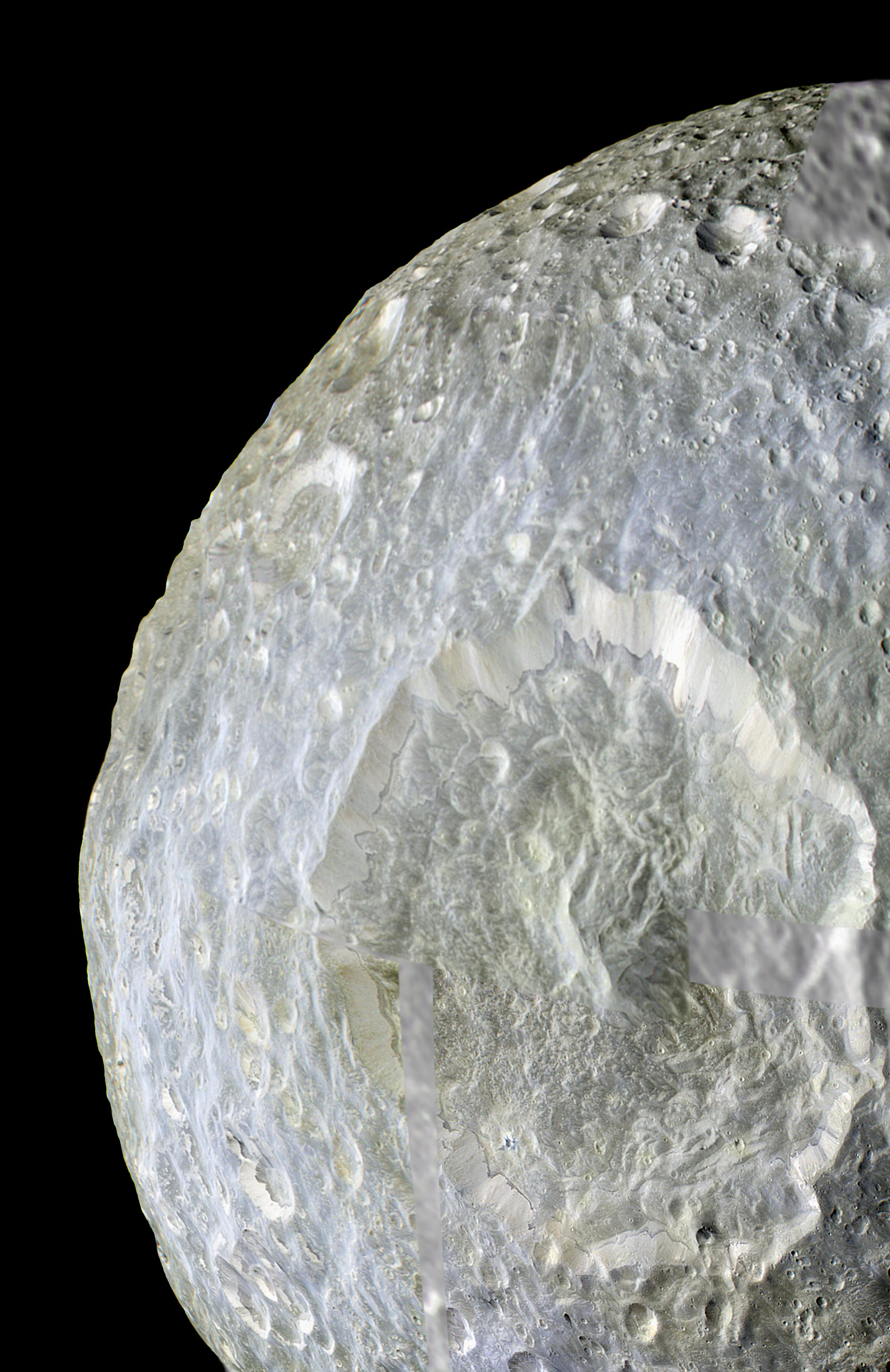
Las sutiles diferencias de color en Mimas son evidentes en esta imagen en color falso.
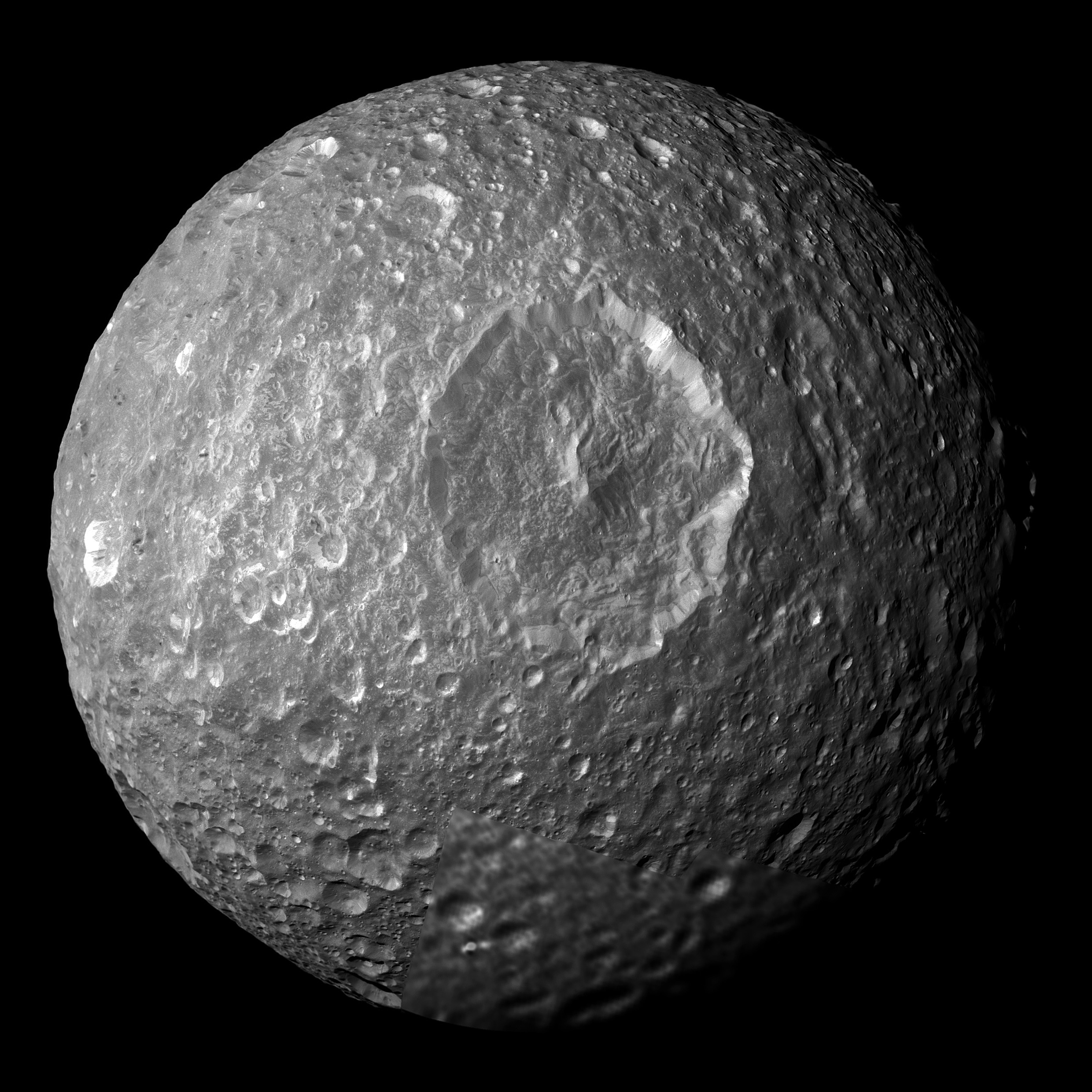
Mosaico de Mimas.